# Manthorpe (Grantham)
Manthorpe – wieś w Anglii, w Lincolnshire. Leży 1 km od miasta Grantham, 34,5 km od Lincoln i 161,4 km od Londynu. W 1921 roku civil parish liczyła 166 mieszkańców.